# Free Style (filme)
Free Style (bra Na Trilha da Vitória) é um filme estadunidense de 2009, do gênero drama romântico, dirigido por William Dear.

## Sinopse
Um jovem homem de 18 anos (Corbin Bleu), é dedicado à sua família que quer encontra o amor e tenta vencer o Campeonato Amador de Motocross Nacional.

## Elenco
- Corbin Bleu .... Cale Bryant
- David Reivers .... Dell Bryant
- Matt Bellefleur .... Derek Black
- Jesse Moss .... Justin Maynard
- Sandra Echeverría .... Alex
- Penelope Ann Miller .... Jeannette Bryant
- Madison Pettis .... Bailey Bryant
- Martin Rattigan .... Coby

## Recepção
No site agregador de críticas Rotten Tomatoes, 29% das 17 resenhas dos críticos são positivas.